# Candacia pectinata
Candacia pectinata är en kräftdjursart som beskrevs av Giesbrecht 1892. Candacia pectinata ingår i släktet Candacia och familjen Candaciidae. Inga underarter finns listade i Catalogue of Life.